# Mitrogona laevis
Mitrogona laevis är en fjärilsart som beskrevs av Edward Meyrick 1920. Mitrogona laevis ingår i släktet Mitrogona och familjen äkta malar.
Artens utbredningsområde är Kenya. Inga underarter finns listade i Catalogue of Life.